# Los Vidrios
Los Vidrios fue un grupo de rock uruguayo formado en 1985. Los integrantes originales de la banda fueron Juanji Gentile (guitarra, voz), Marcelo Barreiro  (guitarra,  voz), Gerardo Bruno (batería) y Marcelo Chiappino (bajo).

## Trayectoria
En 1986 grabaron un demo con dos temas que llevaron a la emisora de FM, El Dorado 100.3. Inmediatamente el tema "No sé quién soy" comenzó a sonar y a ascender en el ranking de la radio.
Se caracterizaron por ciertos elementos estilísticos diferentes al resto de los grupos de la época (armonías vocales, sonido pop).
Debido a esa pronta repercusión fueron incluidos en 1986 en el álbum recopilatorio Descarga con Frecuencia libre del programa de radio Frecuencia libre, conducido por Darío Medina en El Dorado Fm 100.3, como únicos artistas uruguayos además de Rubén Rada, en el que participaron artistas argentinos y brasileños como Litto Nebbia y Gal Costa.
En 1987 se editó su primer álbum, titulado Mundos distintos. Los principales éxitos fueron: "No sé quien soy", "Rap de la oficina", "18", "Gusanos" y una versión de "Rompan todo" de Los Shakers, entre otros. Fue editado por el sello Regata.
Al año siguiente, el sello Orfeo del Palacio de la Música editó el segundo trabajo de Los Vidrios. El disco se llama It's Up to You y tiene la particularidad de haber sido cantado totalmente en inglés. 
En esos años, participaron de festivales como Montevideo Rock y dieron recitales en el Palacio Peñarol y en el Teatro de Verano, donde compartieron escenario con las bandas más importantes de la época.
Actuaron junto a Los Tontos en el certamen Reina de Punta del Este de 1987 en el Cantegril Country Club.
Luego de un paréntesis de diez años, el grupo volvió a reunirse con dos nuevos integrantes: Alejandro Serrato en el bajo y Joaquín Molas (ex Níquel) en la batería. Enseguida recibieron una propuesta del sello BMG para integrar un CD junto a otros grupos locales como Hereford y Hot Jam entre otros.
La idea de BMG era reeditar el tema "No se quién soy" de 1986 y agregar un tema nuevo. El disco se llamó Viejo Jack y tuvo buena difusión por lo que continuaron las actividades (actuaciones en Montevideo News, Viejo Jack, Bar Tabaré, etc.)
En el mismo año, a través de BMG fueron incluidos en dos CD de difusión internacional (HitDisc Latino) que se realizaron en Texas y que integraron junto a artistas latinos como Ana Belén, Eros Ramazzotti y Maná entre otros.
En 1998 BMG eligió a Los Vidrios como teloneros de la presentación de Andrés Calamaro en el Palacio Peñarol.
En 2000 el Fondo Nacional de Música les financió el proyecto de su nuevo CD Esto y aquello, disco en el que se mezclan las influencias musicales de sus integrantes y en el que hay una gran variedad de ritmos y estilos.
Uno de los temas, "Relaciones públicas", una mezcla de murga y rock, fue grabado con las voces de la murga Los Diablos Verdes, quienes obtuvieron en ese año el primer premio de su categoría.
Al año siguiente se editó el segundo compilado de rock nacional Graffiti, en el que participaron Claudio Taddei y La Abuela Coca, entre otros y en el que es incluido el tema "Relaciones públicas".
Las actuaciones continuaron hasta la disolución del grupo en 2001.

## Discografía
- Mundos distintos (Regata, 1987)
- It's Up to You (Orfeo, 1988)
- Esto y aquello (Obligado Records, 2000)

Álbumes colectivos
- Descarga con Frecuencia libre (RCA. 1986)
- Viejo Jack (BMG. 1999)
- HitDisc  (TM Century. 1999)
- Graffiti (Obligado Records. 2001)